# Hitachiōmiya
Hitachiōmiya (japanska: 常陸大宮市?, Hitachiōmiya-shi) är en stad i Ibaraki prefektur i Japan. Staden fick stadsrättigheter 2004.